# Ecklonia radiata
Ecklonia radiata thường được gọi là tảo bẹ gai hoặc tảo bẹ da, là một loài tảo bẹ được tìm thấy ở Quần đảo Canary, Quần đảo Cape Verde, Madagascar, Mauritania, Senegal, Nam Phi, Oman, miền nam Australia, Đảo Lord Howe và New Zealand.
Ecklonia radiata mọc trên các luống tảo bẹ trên các rạn san hô và nơi trú ẩn có thể tạo thành 'khu rừng' rậm rạp. Nó được tìm thấy ở vùng bãi triều thấp ở độ sâu khoảng 25 mét (82 ft) và hiếm khi vượt quá chiều dài cơ thể 1 mét (3 ft 3 in).